# Stockholm New
Stockholm New, Sthlm New, är ett bostads- och arbetsplatsområde i Södra Hammarbyhamnen, som byggs av Skanska. I området ingår byggnaden Sthlm 01.